# Horváth Patrícia (vízilabdázó)
Horváth Patrícia (Miskolc, 1977. december 7. –) világbajnok női vízilabda-kapus, korábban a Soproni Postás kosárlabdázója.

## Pályafutása
Gyermekkorát Sopronban töltötte. Itt kosárlabdázóként a Sopron Postásban kezdett sportolni. Szerepelt ifiválogatottban és a magyar elsőosztályban. 1996-tól egyetemi tanulmányai miatt az OSC játékosa lett. Két térdműtét után fel kellett hagynia a kosárlabdával. Később vízilabdázni kezdett a Vasasban. Eleinte mezőnyjátékos volt, de a csapat kapusának távozása után, 1998-ban őt állították erre a posztra. 2001-ben került be a magyar válogatott keretébe. 2002-ben világkupát nyert. 2003-ban a vb csapatba is bekerült. 2004-ben második lett a világligában. Az athéni olimpiára nem válogatták be. 2005-ben világbajnok volt. 2006-ban női LEN-kupát nyert és bronzérmes volt az Eb-n. A pekingi olimpián negyedik helyezett lett és megválasztották a torna legjobb kapusának. Ugyanebben az évben harmadik lett az Európa-bajnokságon.
Háromszor nyert magyar bajnokságot (2006, 2007, 2008) és magyar kupát (2005, 2006, 2008).
Sportpályafutás mellett orvosi diplomát szerzett.

## Díjai, elismerései
- Az év magyar vízilabdázónője (2005)
- A vb legjobb kapusa (2005)
- Az olimpiai legjobb kapusa (2008)
- Magyar Köztársasági Ezüst Érdemkereszt (2008)